# Émile Spannoghe
Émile Hilaire Spannoghe foi um futebolista belga, medalhista olímpico.
Émile Spannoghe competiu nos Jogos Olímpicos de Verão de 1900 em Paris. Ele ganhou a medalha de bronze como membro do Université de Bruxelles, que representou a Bélgica nos Jogos.